# مالا گرابوونیتسا (لسکوواتس)
مالا گرابوونیتسا (به صربی: Mala Grabovnica) یک منطقهٔ مسکونی در صربستان است که در لسکواس واقع شده‌است. مالا گرابوونیتسا ۲۷۵ نفر جمعیت دارد.